# Moroczovci
Moroczovci nebo Móroczovci (slovensky Morócovci, maďarsky Mórocz či Mórócz, latinsky Morocz) je starý maďarský šlechtický rod ze severní části Uherského království (dnešní jihozápadní Slovensko). Několik členů rodu zastávalo významné funkce v habsburské monarchii.

## Dějiny rodu
Původ rodu Móroczů je nejasný. Historici se jim snaží přisoudit české kořeny. Ve 12. století přijeli čeští nájezdníci do Uherska a získali od krále Štěpána III. země zvanou "Abony" (Fel-Abony, Nagyabony, Velké Blahovo) v severní části Uherského království (dnešní jihozápadní Slovensko) . Panovník jim ji daroval. Jejich prvním známým předkem byl Mauricio (Moricz) syn Michaela z Velkého Blahova (de Nagyabony), který žil v 15. století a měl majekty v této šlechtické obci.
Mauricio měl syna Benedicta, který jako první použil příjmení "Morocz" odvozené od křestního jména svého otce. V historických zdrojích je uvedeno celé jeho jméno ve tvaru "nobilis Benedictus Morocz de Naghaban". Benedict se považuje za prvního Mórocza z Velkého Blahova.
Rodina Móroczů byla rozdělena na dvě větve:
- Mórocz de Beketfalva (mladší, ale prestižní větev)
- Mórocz de Nagyabony (starší, ale původní větev)

Móroczové byli důsledně loajální k habsburským panovníkům.

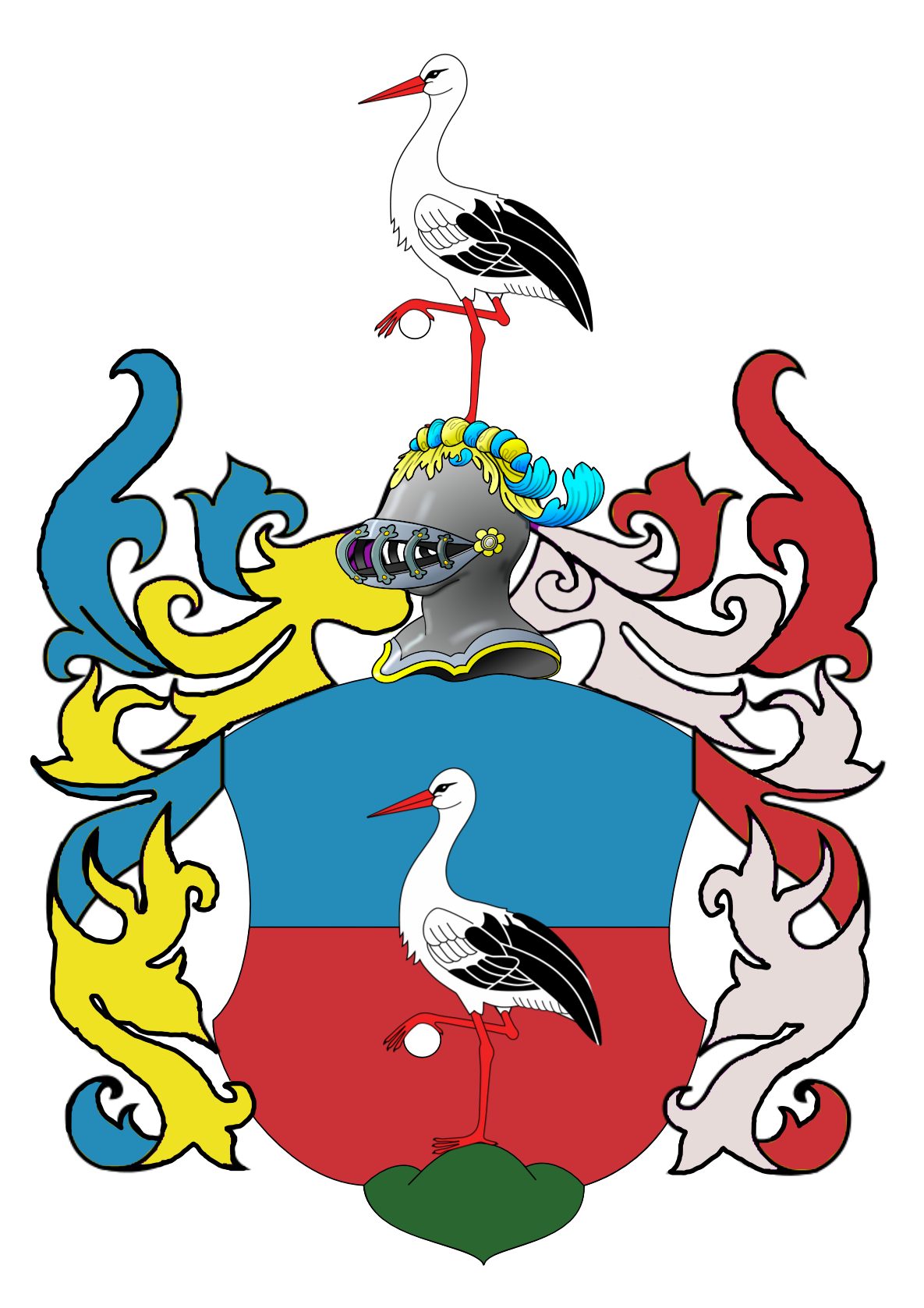
Erb rodu Móroczů de Beketfalva

Antal a jeho otec Peter obdrželi erb a titul od Maximiliána II. v roce 1572 za věrné služby. Od roku 1578 byli majiteli statku v Beketfalvě a celé příjmení rodu se stalo Mórocz de Beketfalva. Beketfalva je malá vesnice východně od Bratislavy (maďarsky: Pozsony, německy: Pressburg), nyní hlavním městem Slovenska. Antoniovou manželkou byla Anna Bessenyei de Galántha, sestra Ilony Bessenyei de Galántha, manželky Benedikta Zerhase de Zerhashaz (Benedikt Esterházy).

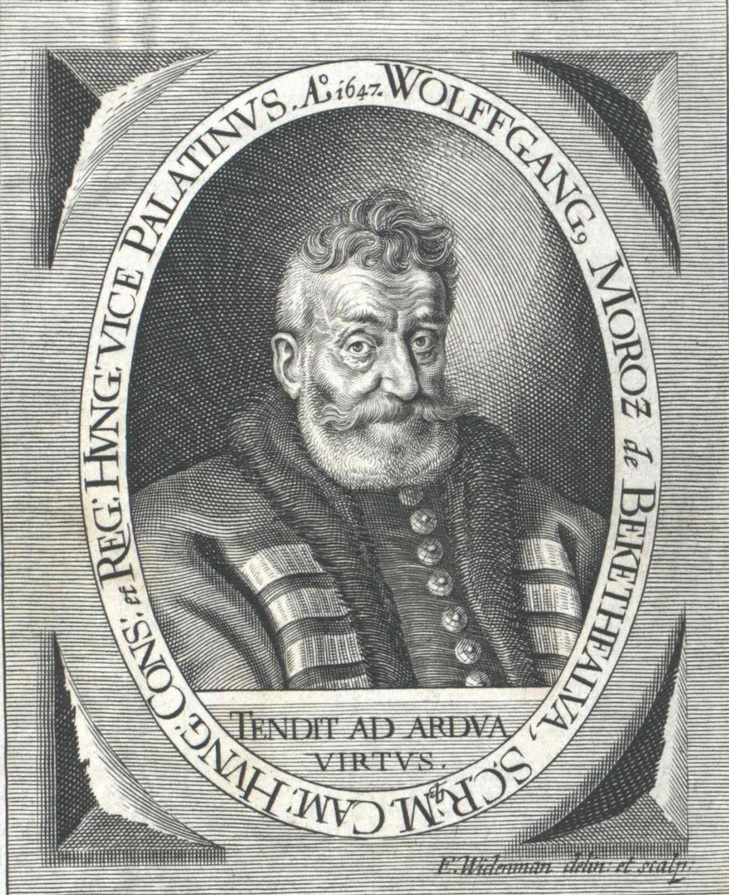
Wolfgang Mórocz de Beketfalva

Rod se prosadil za Wolfganga Mórocze (1575–1648). Wolfgang byl během své bohaté kariéry podžupanem Prešpurské župy, radou Uherské komory, krajským podsoudcem a uherským vicepalatinem. Mikuláš Esterházy byl patronem Wolfganga až do jeho smrti v roce 1645. Esterházyové byly patronem rodu Móroczů.

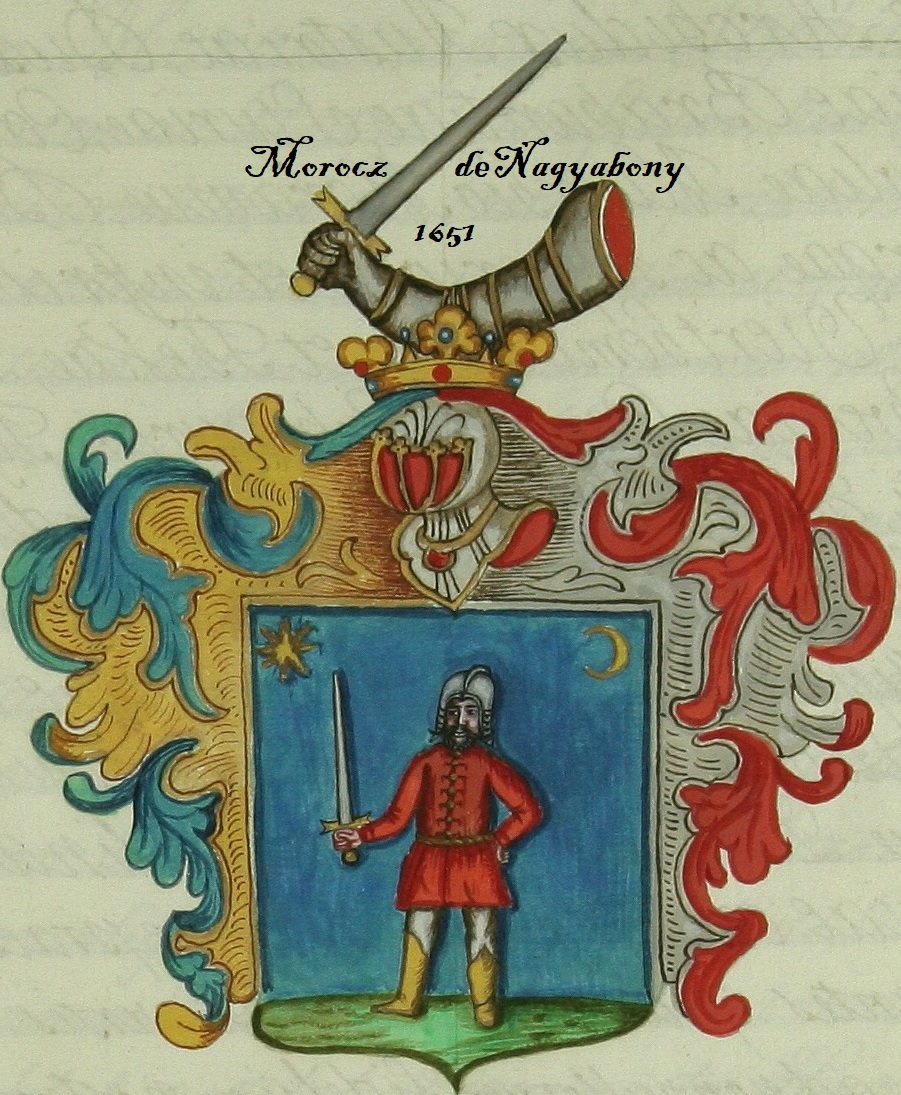
Erb rodu Móroczů de Nagyabony

Větev Móroczů z Nagyabony jsou středověká kuriální šlechta, která si udržela svá privilegia i v novověku. Větev Móroczů z Beketfalvy se od nich odčlenila v průběhu 16. století. Byli majiteli nemovitosti v Nagyabony a celé příjmení rodiny znělo Mórocz de Nagyabony. V historických záznamech byli uvedeni jako majitelé půdy z Nagyabony.  Georgius, Andreas, Lucas, Joannes a Petrus získali nový majetek (lat. „processus inferior insulanus“) v roce 1641 a nový erb v roce 1651 od Ferdinanda III. Nagyabony je jedna z najstarších obcí v Uhorsku.

## Známí příslušníci rodu
- Benedikt Mórocz de Nagyabony (14 - 15. století), první Morocz a majitel majetků ve Velkém Blahove a v Nadvaru
- Wolfgang Mórocz de Beketfalva (* 1575 – † 1648), vicepalatin Uherska, podžupan Prešporské župy
- Stephanus Mórocz de Beketfalva (* 1600/1610 – † 1683) podžupan Prešporské župy, zástupce krajského soudce a člen královského dvora, manžel baronky Zuzany Amáde de Wárkony
- baron Imrich Mórocz de Beketfalva (* 1699 – † 1758), císařský podmaršál, majitel husarského pluku. Proslavil se v bitvě u Kolína v roce 1757[9]
- Karol Mórocz de Beketfalva (* 1700/1720 – † 1795), husarský major. Proslavil se v napoleonských válkách
- rytíř Andreas Mórocz de Nagyabony (* 1891- † 1958), hrdina 1. světové války, velitel útočné jednotky. Proslavil se v bitvě u Jagodina v roce 1914. Byl pasován na rytíře, člen řádu Vitéz[10]

## Rodina Móroczů v současnosti

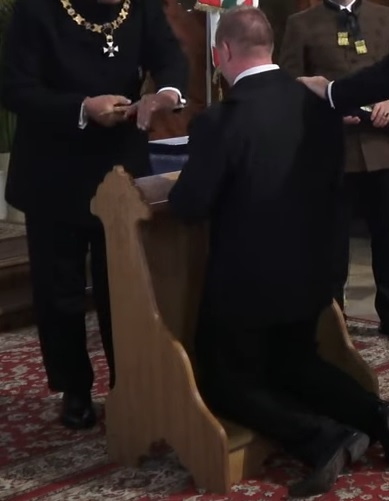
rytíř Róbert Mórocz de Nagyabony

Pokračovatelem tradice rodu je dnes Róbert Mórocz (* 1985, Bratislava), neúřadně celým jménem rytíř Ján Róbert Márie Mórocz de Nagyabony (německy: ritter von, maďarsky: vitéz nemes). Róbert zdědil rytířský titul po svém pradědečkovi rytíři Andrási Móroczi de Nagyabony (1891–1958). Byl pasován na rytíře Josefem Karlem Habsbursko-Lotrinským, arcivévodou rakouským a korunním princem Uherska v roce 2022 v Máriapócsi (Maďarsko), jako dědičný pokračovatel pokrevní linie. Róbert je členem Řádu Vitéz. Jeho manželkou je dáma Andrea Resek (provdaná Mórocz Reseková), jejíž prapradědeček Karl Reszek byl dlouholetým rychtářem v Malackách (1856–1867), města západně od Bratislavy.

## Externí linky
Moroczovci
Mórocz z Nagyabony